# ایلنا استانا-یونسکو
ایلنا استانا-یونسکو (رومانیایی: Ileana Stana-Ionescu؛ زادهٔ ۱۴ سپتامبر ۱۹۳۶) سیاستمدار و بازیگر اهل رومانی است. وی کارش را با بازیگری در تئاتر آغاز نمود.
او از سال ۲۰۰۰ تا ۲۰۰۴ نمایندهٔ اقلیت‌های ایتالیایی‌تبار در مجلس سفلای رومانی بود.
از فیلم‌هایی که وی در آن‌ها نقش داشته‌است، می‌توان به حق‌السکوت و پاکالا اشاره نمود. او در سال ۲۰۱۸، صداپیشگی شخصیت «کوئین» را در دوبلهٔ رومانیایی کارآگاه موش بزرگ به عهده گرفت.